# Vohilany
Vohilany is een plaats en gemeente in Madagaskar gelegen in het district Vohipeno van de regio Vatovavy-Fitovinany. Er woonden bij de volkstelling in 2001 ongeveer 8000 mensen.
In de plaats is basisonderwijs onderwijs beschikbaar. 98,5% van de bevolking is landbouwer. Het belangrijkste gewas is rijst en kruidnagel maar er wordt ook koffie en zoete aardappelen verbouwd. 0,5% van de bevolking is werkzaam in de dienstensector en de overige 1% voorziet in zijn levensbehoefte door te werken in de visserij.